# Eccoptosage miniata
Eccoptosage miniata là một loài tò vò trong họ Ichneumonidae.